# Dublin City Football Club
Il Dublin City Football Club era una squadra di calcio irlandese che militava nella FAI League of Ireland. Il club, fondato nel 1999 con il nome di Home Farm Fingal, venne ribattezzato nel 2001 come Dublin City F.C.. I colori ufficiali di questa squadra erano il blu e l'azzurro. A causa di problemi economici, questo club si è sciolto nel 2006.

## Storia
L'Home Farm è uno dei più prestigiosi club calcistici giovanili d'Irlanda. Sul finire degli anni Novanta il club decise di creare una squadra che potesse prendere parte ai massimi campionati nazionali, fondando così l'"Home Farm Fingal", che muterà presto il suo nome in "Dublin City".
Nel 2003 e nel 2005 il club ottenne due promozioni in Premier Division, la massima serie irlandese. Nonostante questi buoni risultati, il Dublin City non riuscì mai a sviluppare un significativo seguito di tifosi. Alla scarsa presenza di pubblico durante gli incontri si aggiunse la mancanza di uno stadio di proprietà (i Vikings infatti disputavano le partite in casa presso diversi impianti quali Tolka Park, Dalymount Park, Morton Stadium, Richmond Park e Whitehall Stadium). Tutti questi fattori procurarono alla società seri problemi economici che la spinsero ad abbandonare il campionato di Premier Division in pieno svolgimento il 19 luglio 2006.

## Palmarès

### Competizioni nazionali
- FAI First Division: 1

2003

### Altri piazzamenti
- FAI First Division:

Secondo posto: 2005
Terzo posto: 2001-2002